# Ivan Aralica

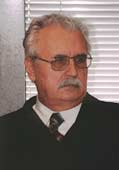
Ivan Aralica

Ivan Aralica (* 10. September 1930 in Puljane, Königreich Jugoslawien) ist ein kroatischer Schriftsteller und gilt als einer der bedeutendsten kroatischen Schriftsteller in der zweiten Hälfte des 20. Jahrhunderts. Seit 1992 ist er ordentliches Mitglied der Kroatischen Akademie der Wissenschaften und Künste.
Aralica absolvierte eine Schulausbildung in Knin und schloss ein Studium der Südslawistik an der philosophischen Fakultät der Universität Zadar mit dem Diplom ab. Aufgrund seiner Teilnahme am Kroatischen Frühling verlor er seine Position als Gymnasialdirektor in Zadar sowie sein Abgeordnetenmandat in Sabor. Im Zuge der politischen Veränderungen im Jahr 1990 kehrte er als Mitglied der HDZ in die Politik zurück. Bei den Wahlen im Jahr 1993 wurde er Abgeordneter und Vizepräsident des Hauses der Gespanschaften. Er trat im Jahr 2000 von seinem politischen Amt zurück.
Als literarische Vorbilder nennt er unter anderem Knut Hamsun, Isaac Bashevis Singer, Thomas Mann, Truman Capote und Aldous Huxley. Der Verlag Školska knjiga veröffentlichte von 2010 bis 2019 seine gesammelten Werke (insgesamt 35 Bücher).

## Werke (Auswahl)
- Put bez sna, 1982
  - deutsche Übersetzung: Diener der Inquisition, übersetzt von Astrid Philippsen, 1989, ISBN 3-353-00530-7
- Duše robova, 1984
  - deutsche Übersetzung: Die Seelen der Sklaven, übersetzt von Jasna Schmidt-Konjedić, 2006, ISBN 978-3-86548-593-9

## Ehrungen
- Orden des kroatischen Morgensterns mit dem Bild Antun Radić.[4]